# L'avvocata delle vertigini
L'avvocata delle vertigini è il primo romanzo di Piero Meldini. È stato pubblicato dalla casa editrice Adelphi nel 1994. Il romanzo ha vinto il Premio Bagutta opera prima, il Premio Procida-Isola di Arturo-Elsa Morante, il Premio Chianti; e il Premio Serantini. È stato inoltre finalista al Premio Bergamo..

## Trama
Il romanzo, che è stato definito «un noir apocalittico» sul risvolto, narra le vicende di un maturo e appartato studioso, l’agiografo Vincenzo Dominici, impegnato da anni in pazienti ricerche sulla vita della fantomatica beata Isabetta, protettrice di coloro che soffrono di vertigini. Il rinvenimento di un documento cifrato che sembra ospitarne la biografia fa fare allo studioso un’inquietante scoperta: si tratta in realtà di un testo apocalittico che contiene cinque profezie, l’ultima delle quali afferma che la persona che è riuscita a decifrare il documento si macchierà di un orribile delitto.
Le profezie si realizzeranno puntualmente una dopo l’altra, e una giovane donna verrà effettivamente trovata morta.
La storia coinvolge progressivamente un monsignore bibliofilo, Berlinghieri, un bibliotecario, Manara, un giudice, Bosio, e un vecchio vescovo. Sarà proprio quest’ultimo a svelare il mistero, ma la soluzione potrebbe non essere quella giusta.

## Edizioni
- Piero Meldini, L'avvocata delle vertigini, collana Gli Adelphi, Adelphi, 1999, ISBN 88-459-1479-8.

in altre lingue
- (FR)  La bienheureuse aux vertiges, Fayard, 1996;
- (ES)  La abogada del vértigo, Ediciones Destino, 1996;
- (DE)  Die Schutzheilige des Taumels, Berlin Verlag, 1999; Btb, 2002
- (EL) I Agia ton illigon, Ellinika Grammata, 2004.